# Tejiendo la red
Tejiendo la red (Weaving the Web: The Original Design and Ultimate Destiny of the World Wide Web by its inventor, título original en inglés) es un libro escrito por Tim Berners-Lee en 1999, describiendo la creación y desarrollo del World Wide Web, y cuál fue su participación en ella. Es el único libro escrito por Berners-Lee.